# Nowa Biała (Płock)
Nowa Biała (dawn. Biała Nowa) – dawna część miasta Płocka, położona na północnych obrzeżach miasta. Graniczy ze wsią Nowa Biała.
Nazwę zniesiono z 2023.

## Historia
Do 1961 była to wschodnia część kolonii Nowa Biała. Należała w latach 1867–1931 do gminy Brwilno, a w latach 1931–1954 do gminy Biała w powiecie płockim. W Królestwie Polskim przynależała do guberni warszawskiej, a w okresie międzywojennym do woj. warszawskiego. Tam, 20 października 1933 utworzyła gromadę Biała Nowa w granicach gminy Biała, składającą się z samej kolonii Biała Nowa.
Podczas II wojny światowej włączona do III Rzeszy. Po wojnie ponownie w Polsce. W związku z reorganizacją administracji wiejskiej (zniesienie gmin) jesienią Biała Nowa weszła w skład nowo utworzonej gromady Biała Stara w powiecie płockim.
31 grudnia 1961 część wsi Biała Nowa wyłączono z gromady Biała Stara, włączając ją do Płocka.